# Dictyssa beameri
Dictyssa beameri är en insektsart som beskrevs av Doering 1938. Dictyssa beameri ingår i släktet Dictyssa och familjen sköldstritar. Inga underarter finns listade i Catalogue of Life.